# Frohmuhl
Frohmuhl je občina v departmaju Bas-Rhin francoske regije Alzacija.
Leta 1990 je v občini živelo 200 oseb oz. 122 oseb/km².